# Стенлеј
Стенли (енгл. Stanley) код нас позната као Стенлеј или Стенлејка, назив је за америчку сорту шљиве. Србија увози ову сорту и она се у овој земљи гаји од 1956. године. Ипак, није се показала најбоље у условима који владају у Србији, па је од других сорти најмање заступљена, без обзира на бујан род. Међутим, у Америци се веома гаји и представља конкуренцију за српско тржиште. Ипак, средином прошлог века имала је важну улогу у спасавању шљиварства Србије, када је вирус шарке изазвао катастрофу оштетивши огроман број стабала неотпорне „пожегаче“. Осим на шарку, ова врста је отпорна и на пламењачу шљиве, као и на рђу шљиве. Ипак, осетљива је на монилију која изазива сушење цветова и гранчица и труљење плодова, а подложна је и нападу шљивине осе, те је хемијска заштита неопходна. Ова сорта рано, редовно и бујно плодоноси. Сазрева десет дана пре пожегаче у августу месецу. Плод је крупан, око 35 грама, сладуњав и осредњег квалитета, лако подноси транспорт, а може се користити или у свежем стању или за добијање ракије солидног квалитета или других производа. Резидба треба да буде редовна и оштра.